# Viktor Cybulenko
Viktor Sergejevič Cybulenko (rusky Виктор Сергеевич Цыбуленко, ukrajinsky Віктор Сергійович Цибуленко; 13. července 1930 – 19. října 2013) byl sovětský oštěpař ukrajinského původu.
V roce 1960 se na olympijských hrách v Římě stal olympijským vítězem. V roce 1956 získal na olympijských hrách v Melbourne bronzovou medaili.